# Lauren Ellis
Lauren Ellis (nascida em 19 de abril de 1989) é uma ciclista neozelandesa.
Seus prêmios incluem três medalhas no Campeonato Mundial em pista. Representou Nova Zelândia nos Jogos Olímpicos de Verão de 2012, onde terminou em quinto na perseguição por equipes de 3 km.